# 悲願寺
悲願寺（ひがんじ）は、徳島県名西郡神山町にある真言宗の寺院。山号は高根山。本尊は千手観音。

## 歴史
965年（康保2年）に創建。高野山真言宗である長満寺の末寺として創建された。開基は源満仲の子息美女丸とされ、卑弥呼の祭壇跡と伝えられる台座と、神々を祀った磐座が残っている。
悲願寺は雨乞の滝よりさらに上の標高700mの山上にあり、かつては養蚕の守護神として知られた。
また阿波国における邪馬壹国説の中心地として知られ、卑弥呼の居城した所だといわれており、千手観音や天照大神等が古代より祀られていたと伝えられている。悲願寺の開基以前は山神社で、巫女が神を祀っていたと云われている。

## 境内

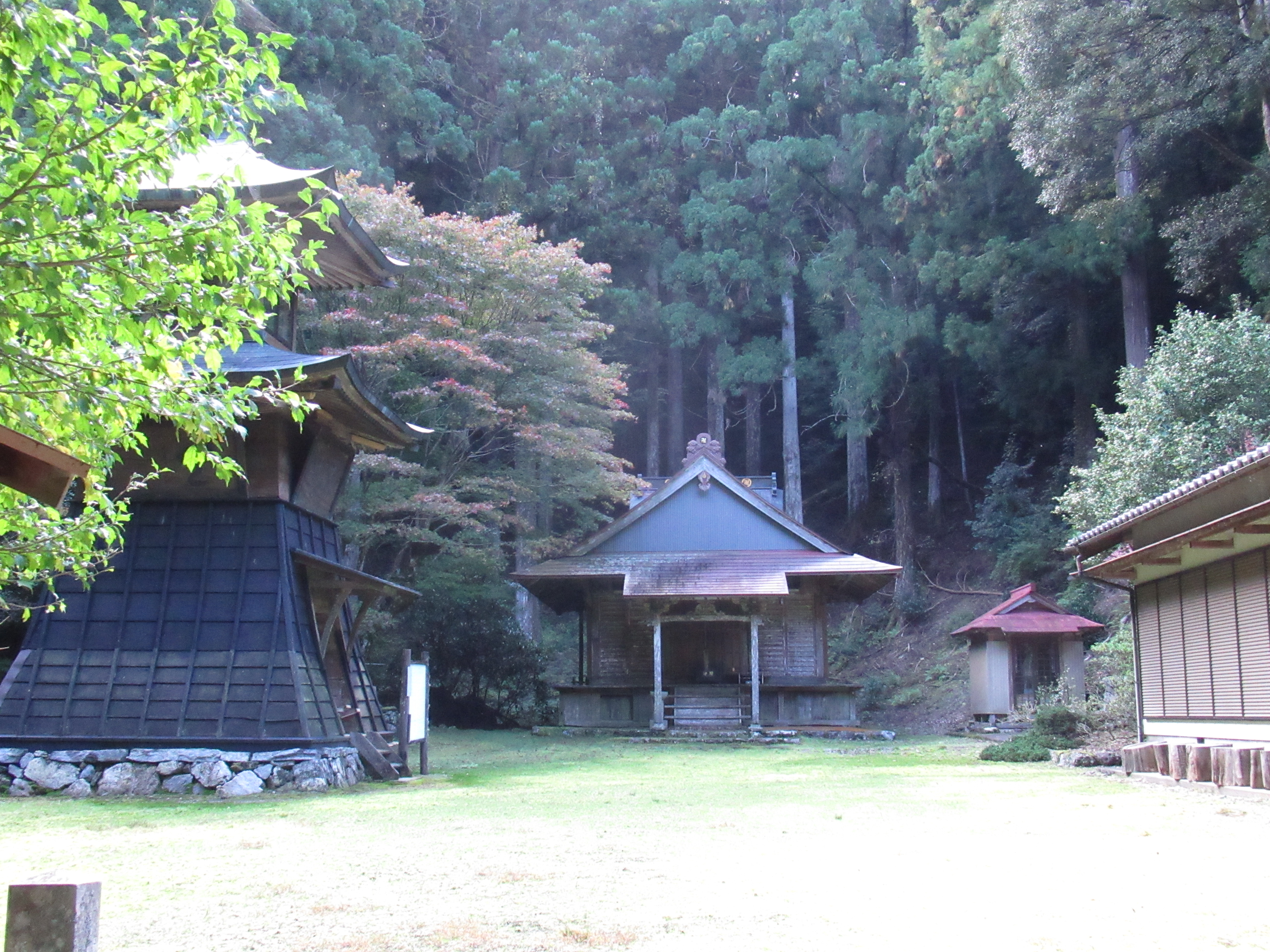
境内

- 十二社神社（伊邪那岐、伊邪那美、ほか）
- 賢見皇神社（思金神）
- 山神社（大山津見神）
- 山殿合社（産土神、聖天神）
- 天照大神祠

## 交通
- 徳島自動車道「藍住インターチェンジ」から徳島県道・香川県道1号徳島引田線、国道192号、徳島県道20号石井神山線、国道438号を剣山方面へ車で35km。
- 徳島バス神山線・佐那河内線「寄井中」下車、徒歩約1時間30分。